# Pseudobradya beduina
Pseudobradya beduina är en kräftdjursart som beskrevs av Albert Monard 1935. Pseudobradya beduina ingår i släktet Pseudobradya och familjen Ectinosomatidae. Arten är reproducerande i Sverige. Inga underarter finns listade i Catalogue of Life.